# Cuộc khởi nghĩa Maccabee
Cuộc khởi nghĩa Maccabee, là cuộc chiến đấu của Những người Macabê (tiếng Hebrew: מכבים hoặc מקבים, Makabim hoặc Maqabim; Hy Lạp Μακκαβαῖοι, / makav'εï /), đội quân khởi nghĩa xứ Do Thái, đã giải phóng nhân dân Judea khỏi ách thống trị của Vương quốc Seleukos. Họ lập ra triều đại Hasmonean cai trị từ 164 TCN đến 63 TCN, khôi phục lại tôn giáo của người Do Thái, mở rộng biên giới của Judea và giảm bớt ảnh hưởng của nền văn minh Hy Lạp.

## Bối cảnh
Vào thế kỉ thứ 2 TCN, Judea nằm giữa Ai Cập và Vương quốc Seleukos. Cả Ai Cập và Vương quốc Seleukos đều là những nhà nước tách ra từ đế quốc Hy Lạp sau khi vua Alexandros Đại đế qua đời. Kể từ thời Alexandros năm 336 - 323 trước Công nguyên, một quá trình Hy Lạp hóa đã lan tới cùng Cận Đông.
Năm 175 TCN, Antiokhos IV Epiphanes (khoảng 215 - 164 TCN) lên ngôi ở Seleukos, quá trình Hy Lạp hóa người Do Thái đã được tiến hành ở Judea. Với mục đích đồng hóa, ông vua này đã cho xây dựng các khu tập luyện thể dục thể thao, tiến hành các môn thi đấu của người Hy Lạp, "bãi bỏ việc cắt bao quy đầu và không công nhận các giao ước thánh".(1 Macabê, i, 15.)
Xung đột do việc bổ nhiệm các giáo sĩ tối cao và việc tham nhũng góp phần vào nguyên nhân của cuộc nổi dậy Maccabee. Giáo sĩ tối cao ở Jerusalem là Onias III, anh trai của Jason, là người theo phe Seleukos, đã hối lộ cho vua Antiokhos để được phong làm giáo sĩ tối cao.